# Plectranthias elaine
Plectranthias elaine là một loài cá biển thuộc chi Plectranthias trong họ Cá mú. Loài này được mô tả lần đầu tiên vào năm 2009. Nó được đặt theo tên của Elaine Heemstra, nhằm vinh danh những đóng góp to lớn và có giá trị của cô trong việc nghiên cứu các loài sinh vật biển, cũng như những bản vẽ đẹp đẽ và chính xác của cô dùng để mô tả loài cá này.

## Phân bố và môi trường sống
P. elaine có phạm vi phân bố nhỏ hẹp ở vùng biển Tây Nam Ấn Độ Dương. Bốn mẫu vật của loài này được thu thập ở ngoài khơi bờ biển phía đông Nam Phi (khoảng giữa vịnh Kosi và sông Qolora), ở độ sâu khá lớn, được ghi nhận trong khoảng từ 68 đến 114 m. Ghi nhận của loài này ở ngoài khơi phía nam đảo Madagascar cần được khảo sát và xác nhận lại.

## Mô tả
Mẫu vật có chiều dài lớn nhất dùng để mô tả P. elaine có kích thước gần 6 cm. Đầu và thân có màu đỏ đậm, chuyển sang màu vàng nhạt ở thân dưới. Gốc các vây có màu vàng nhạt với nhiều các đốm trắng. Vây lưng có các gai màu trắng nhạt. Có vài sọc ngắn màu đỏ hoặc trắng ở môi trên. Mống mắt màu đỏ cam, với các vệt màu lam xám. Vây bụng không vươn dài đến hậu môn.
Số gai ở vây lưng: 10; Số tia vây mềm ở vây lưng: 15; Số gai ở vây hậu môn: 3; Số tia vây mềm ở vây hậu môn: 7; Số gai ở vây bụng: 1; Số tia vây mềm ở vây bụng: 5; Số tia vây mềm ở vây ngực: 14; Số tia vây mềm ở vây đuôi: 17.